# Pobrđe (Czarnogóra)
Pobrđe (cyr. Побрђе) – wieś w Czarnogórze, w gminie Kotor. W 2011 roku liczyła 109 mieszkańców.